# 김상모
김상모(1969년 12월 19일 ~ )는 LG 트윈스의 전 야구 선수다.

## 출신 학교
- 대구상원고등학교
- 홍익대학교

## 같이 보기
- 1992년 LG 트윈스 시즌